# Populus tremuloides
Populus tremuloides là một loài thực vật có hoa trong họ Liễu. Loài này được Michx. miêu tả khoa học đầu tiên năm 1803. Cây có thân cao, cao tới 25 mét, vỏ nhẵn màu nhạt, có sẹo màu đen. Những chiếc lá xanh bóng, xỉn màu bên dưới, trở nên vàng đến vàng, hiếm khi có màu đỏ, vào mùa thu. Loài dương này thường lan tỏa thông qua rễ tạo thành những lùm cây vô tính lớn có nguồn gốc từ một hệ thống rễ chung. Những rễ này không phải là thân rễ, vì sự phát triển mới phát triển từ các chồi bất định trên hệ thống rễ mẹ.
Populus tremuloides là cây phân bố rộng rãi nhất ở Bắc Mỹ, được tìm thấy từ Canada đến miền trung Mexico. Nó là loài xác định của quần xã sinh vật đất công viên cây dương ở các tỉnh Prairie của Canada và cực tây bắc Minnesota.
Cây dương xỉ động đất là cây biểu tượng của tiểu bang Utah.

## Hình ảnh

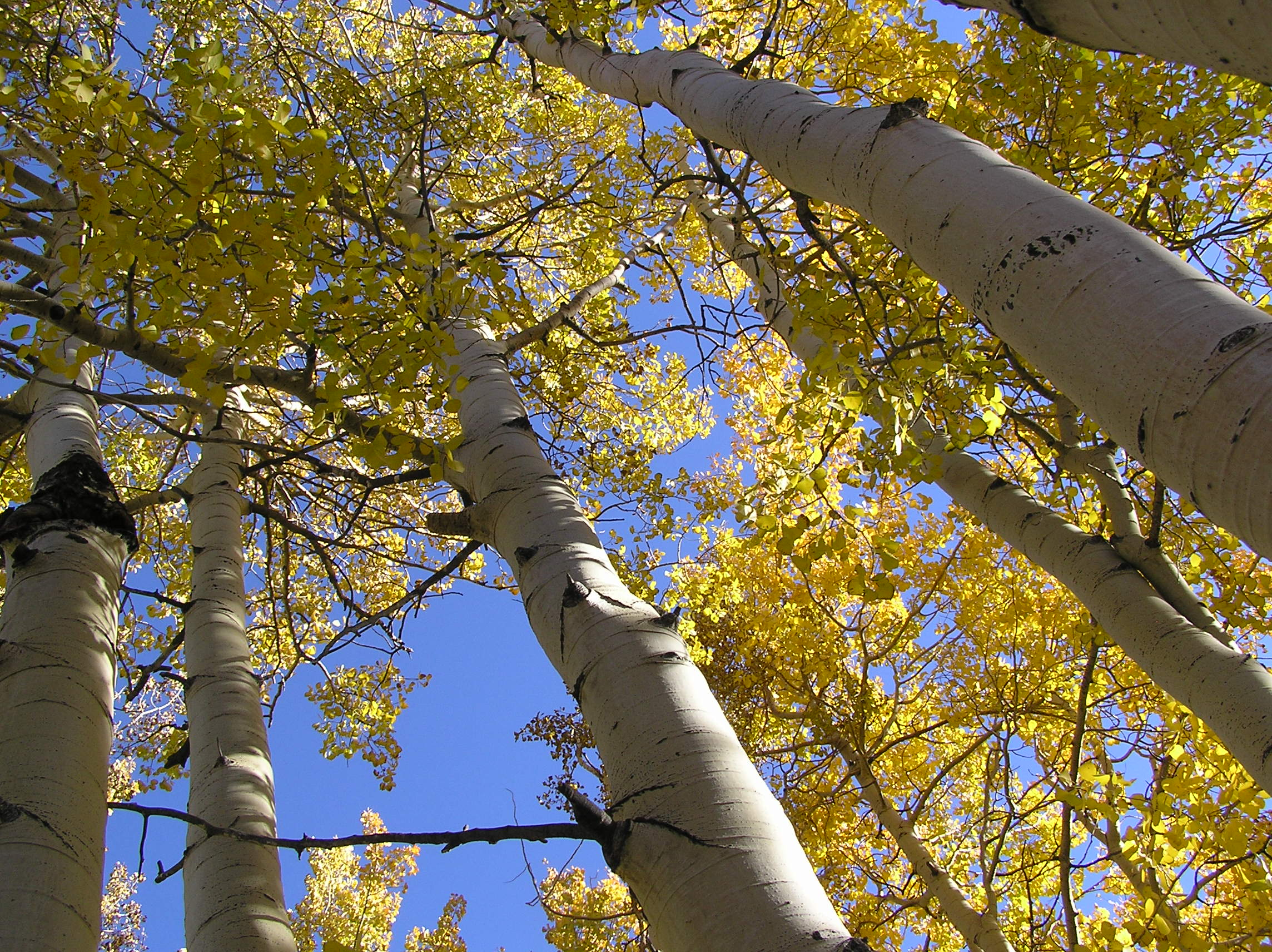
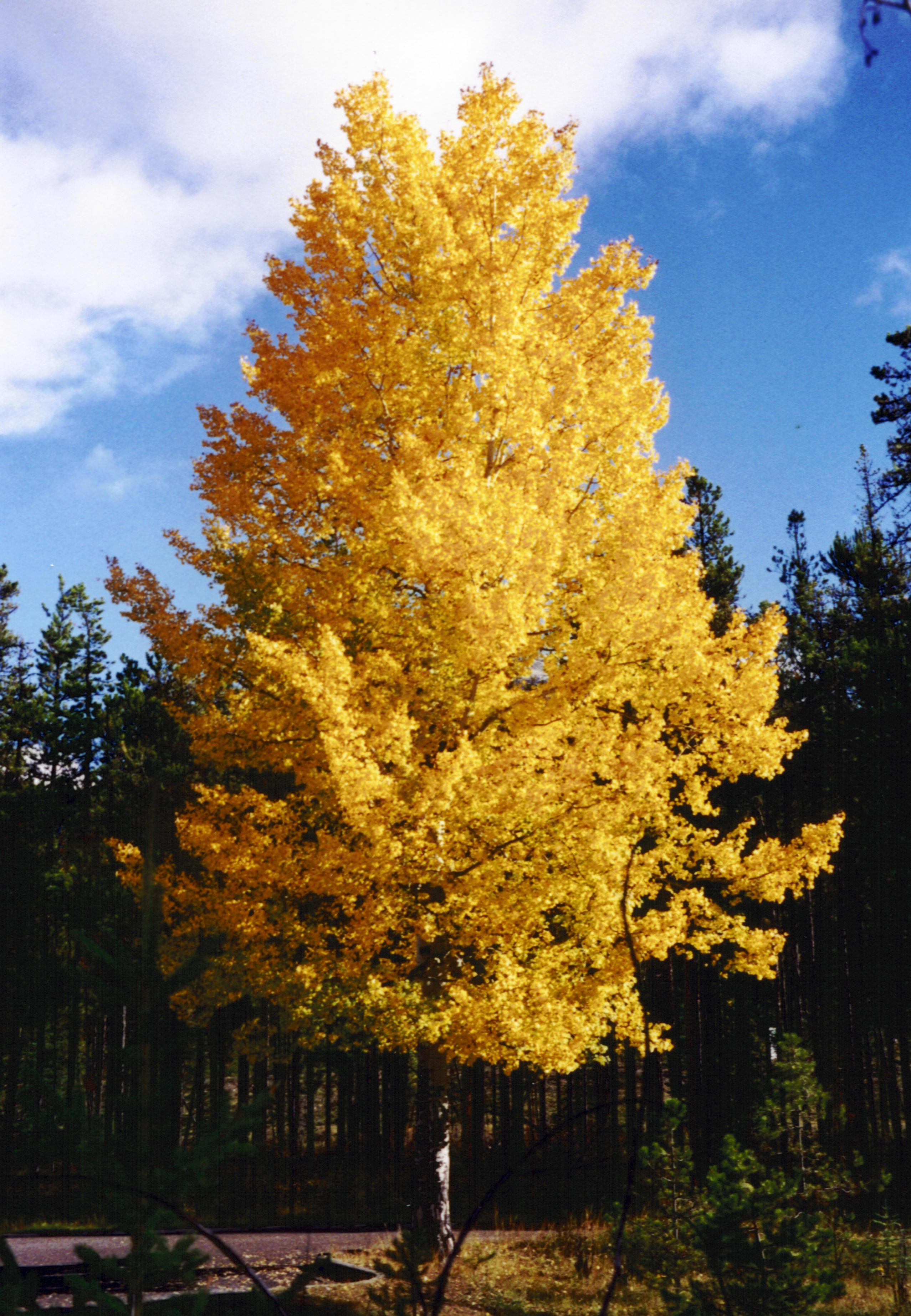
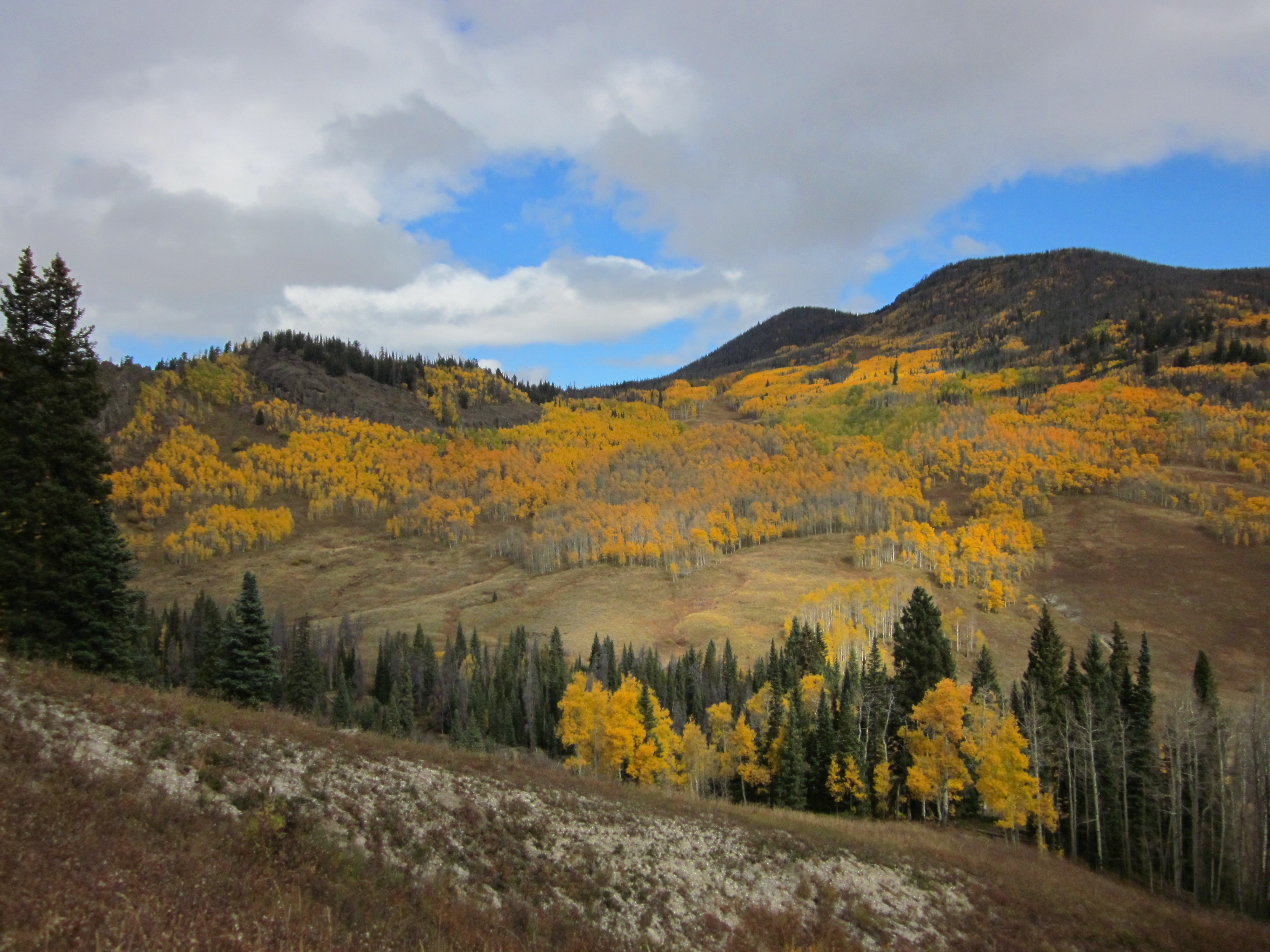